# تپه فیض آباد۱
تپه فیض اّباد۱ در شهرستان آبیک، روستای میان کوه واقع شده و این اثر در تاریخ ۲۵ اسفند ۱۳۸۰ با شمارهٔ ثبت ۵۴۹۳ به‌عنوان یکی از آثار ملی ایران به ثبت رسیده است.